# Аспрокамбос
Аспрокамбос (на гръцки: Ασπρόκαμπος) е село в Република Гърция, дем Гревена, област Западна Македония.

## География
Селото е разположено на 600 m надморска височина на около 13 km североизточно от град Гревена, от дясната страна на река Бистрица (Алиакмонас).

## История

### В Османската империя
В края на ХІХ век Аспрокамбос е гръцко християнско село в Гревенската каза на Османската империя. Според статистиката на Васил Кънчов през 1900 година в Аспрокамбо живеят 110 гърци.
На Етнографската карта на Битолския вилает на Картографския институт в София от 1901 година Аспрокамбо е чисто гръцко село в Гревенската каза на Серфидженския санджак с 8 къщи.
Според статистика на Серфидженския санджак на гръцкото консулство в Еласона от 1904 година в Аспрокамбос (Ασπρόκαμπος), Гревенска каза, живеят 83 гърци елинофони християни.

### В Гърция
През Балканската война в 1912 година в селото влизат гръцки части и след Междусъюзническата в 1913 година Аспрокамбос влиза в състава на Кралство Гърция.
В средата на 1920-те години след Лозанския договор населението на селото е увеличено чрез заселване на 43 бежанци от Турция. През 1928 година селото е представено като смесено, състоящо се от коренно местно население и новодошли бежанци. Последните са 15 семейства или 51 жители.
Селяните произвеждат земеделски продукти и се занимават с краварство.
| Година    | 1913 | 1920 | 1928 | 1940 | 1951 | 1961 | 1971 | 1981 | 1991 | 2001 | 2011 | 2021 |
| --------- | ---- | ---- | ---- | ---- | ---- | ---- | ---- | ---- | ---- | ---- | ---- | ---- |
| Население | 71   | 65   | 121  | 148  | 161  | 202  | 152  | 149  | 121  | 121  | 80   | 58   |